# Boyce & Hart
Sidney Thomas 'Tommy' Boyce (29 september 1939 – 23 november 1994) en Robert Luke 'Bobby' Harshman, (18 februari 1939) waren een Amerikaans songwriter-duo. Als Boyce & Hart publiceerden ze vanaf 1967 hun eigen opnamen.

## Carrière
Harts vader was predikant in de kerk en hij diende zelf in het leger nadat hij de middelbare school had verlaten. Na zijn ontslag reisde hij naar Los Angeles op zoek naar een carrière als zanger. Boyce streefde afzonderlijk naar een carrière als songwriter. Na vele malen afgewezen te zijn, nam Boyce de suggestie van zijn vader over om het lied Be My Guest te schrijven voor rock-'n-roll-ster Fats Domino. Hij wachtte zes uur in Domino's hotelkamer om hem de demo te presenteren en liet Domino beloven naar het nummer te luisteren. Het nummer bereikte nummer 8 in de Verenigde Staten en nummer 11 in het Verenigd Koninkrijk en werd daar de grootste hit van Domino in een aantal jaren. Er werden meer dan een miljoen exemplaren verkocht. Boyce had ook succes als co-schrijver van de hits Pretty Little Angel Eyes en Under the Moon of Love van Curtis Lee uit 1961.
Boyce ontmoette Hart in 1959 en het jaar daarop speelde hij gitaar op Harts single Girl in the Window, die flopte, maar het was de eerste keer dat hij de naam Bobby Hart gebruikte. Hun samenwerking kende een doorbraak met het nummer Lazy Elsie Molly, opgenomen door Chubby Checker in 1964. Ze schreven hits voor Jay & the Americans (Come a Little Bit Closer), Paul Revere & the Raiders ((I'm Not Your) Steppin' Stone) en The Leaves (Words). Het duo schreef ook het themalied van de soap Days of Our Lives. Op een bepaald moment in deze periode schreef Hart ook samen met Teddy Randazzo en zijn vaste songwritingpartner Bobby Weinstein Hurt So Bad voor Little Anthony & the Imperials. Boyce schreef samen met Wes Farrell het nummer Hello Pretty Girl, dat een kleine hit was voor zanger Ronnie Dove. Boyce schreef ook mee aan de hit Peaches 'N' Cream van The Ikettes.

### The Monkees
Eind 1965 schreven, produceerden en voerden ze de soundtrack van de pilot voor The Monkees uit, inclusief de zang (die later werd vervangen, zodra de show was uitgebracht). In 1966, ondanks enkele conflicten met Don Kirshner, die de muzikale supervisor van de show was, werden ze in wezen in dezelfde rol vastgehouden. Het waren Boyce en Hart die de achtergrondnummers schreven, produceerden en opnamen, begeleid door hun begeleidingsband de Candy Store Prophets, voor een groot deel van het eerste seizoen van The Monkees en het begeleidende debuutalbum van de band.
The Monkees namen zelf hun zang opnieuw op boven die van Boyce en Hart toen het tijd was om de nummers uit te brengen, waaronder zowel (Theme from) The Monkees als Last Train to Clarksville, waarbij de laatste een enorme hit werd. Kirshner loste Boyce en Hart als producenten plotseling af door te beweren dat ze de studiotijd voor Monkees-nummers gebruikten om nummers op te nemen voor hun eigen soloproject.
Na hun vertrek bij The Monkees en de negatieve publiciteit die uitbrak toen bekend werd dat de band de instrumenten van hun vroege platen niet had bespeeld, wisten Boyce en Hart niet wat The Monkees persoonlijk over hen dachten. Bij het bijwonen van een van hun concerten werd het duo echter opgemerkt in het publiek en zanger Davy Jones nodigde hen uit op het podium om hen voor te stellen: Dit zijn de kerels die onze geweldige hits hebben geschreven - Tommy en Bobby! Elk oorspronkelijk Monkees-album (behalve de Head-soundtrack en Justus uit 1996) bevatte Boyce- en Hart-nummers.

### Andere successen
Tijdens hun samenwerking met The Monkees begonnen Boyce en Hart aan een succesvolle carrière als zelfstandige artiesten en brachten ze de drie albums Test Patterns, I Wonder What She's Doing Tonight en It's All Happening on the Inside (uitgebracht in Canada als Which One's Boyce and Which One's Hart?) uit bij A&M Records. Het duo had ook vijf singles in de hitlijst, waarvan de meest bekende I Wonder What She's Doing Tonight was, dat begin 1968 nummer 8 bereikte. Er werden meer dan een miljoen exemplaren van verkocht en het werd bekroond met een gouden schijf. Out & About (#39) en Alice Long (#27) waren hun andere Top 40-hits, waarvoor ze video-promo's hadden gefilmd.
Het duo voerde ook I'll Blow You a Kiss in the Wind uit in de tv-show Bewitched, in een van de vele tv-series, waaronder gastspots in The Flying Nun en I Dream of Jeannie (Jeannie the Hip Hippie). Al deze shows werden geproduceerd door Screen Gems, de televisiedochter van Columbia Pictures. Elk van de drie sitcom-gastoptredens bevatte hun muziek, waaronder twee niet-uitgebrachte covers die ze uitvoerden in The Flying Nun.
Boyce en Hart waren halverwege de jaren 1960 betrokken bij het produceren van muziek voor de films van Columbia Pictures, waaronder de twee films The Ambushers en Murderers' Row van Matt Helm, Winter A-Go-Go en Where Angels Go, Trouble Follows. Ze zorgden ook voor de muziekpartituur voor de tv-film Three's a Crowd met in de hoofdrol Larry Hagman en Jessica Walter. Boyce en Hart deden promo's voor de United States Army Reserve en Coca-Cola. Dit omvatte de creatie van twee commerciële jingles van Coca-Cola, waarvan de ene het krachtige psychedelische nummer Wake Up Girl was, terwijl de andere hun single Smilin' was met totaal verschillende teksten.
In 1971 verscheen de sitcom Getting Together bij ABC-TV, met in de hoofdrol Bobby Sherman en Wes Stern als twee worstelende songwriters, die vrienden waren van The Partridge Family (en in hun show werden geïntroduceerd in de laatste aflevering van het eerste seizoen van de show). De serie was naar verluidt losjes gebaseerd op de samenwerking tussen Boyce en Hart. Op dit punt besloten ze om aan verschillende soloprojecten te werken. Hart schreef samen met Danny Janssen de hit Keep On Singing van Helen Reddy uit 1974.

### Dolenz, Jones, Boyce en Hart
Halverwege de jaren 1970 werden Boyce en Hart herenigd met Davy Jones en Micky Dolenz en voerden ze de nummers uit die Boyce en Hart tien jaar eerder voor The Monkees hadden geschreven. Wegens een wettelijk verbod om de naam Monkees te gebruiken, noemden ze zichzelf Dolenz, Jones, Boyce & Hart. De groep toerde van 4 juli 1975 tot begin 1977 door pretparken en andere locaties in heel Amerika, Japan en andere locaties en werd ook de eerste Amerikaanse band die in Thailand speelde. Gecontracteerd bij Capitol Records door Al Coury, bracht de band in 1976 een album uit met nieuw materiaal. (Er werd ook een livealbum opgenomen in Japan, maar werd pas in het midden van de jaren 1990 in de Verenigde Staten uitgebracht). De tournees vielen samen met de syndicatie van de tv-serie The Monkees en hielp de verkoop van Greatest Hits van The Monkees bij Arista Records te stimuleren.
Dolenz, Jones, Boyce en Hart speelden ook de hoofdrol in hun eigen tv-special The Great Golden Hits of the Monkees Show. Het bevatte een medley van andere Boyce en Hart-nummers, evenals de nummers die ze voor The Monkees hadden geproduceerd. Het bevatte geen nummers van hun nieuwe album.

### Latere jaren
Boyce bracht in 1973 een album uit onder het pseudoniem Christopher Cloud. Hij produceerde verschillende hits met de Britse rock-'n-roll revivalband Darts, waaronder Daddy Cool/The Girl Can't Help It, Come Back My Love en It's Raining. In 1979 formeerde hij zijn eigen band The Tommy Band en toerde door het Verenigd Koninkrijk als support voor Andrew Matheson (ex-Hollywood Brats). De tournee werd grotendeels genegeerd door het publiek, vooral in Middlesbrough, waar naar verluidt slechts één persoon betaalde om de show te bekijken. Boyce en Hart herenigden zich tijdens de heropleving van The Monkees in de jaren 1980 en traden live op.
In datzelfde jaar werd The First Bobby Hart Solo Album in Europa uitgebracht bij WEA. De band bestond uit: Bobby Hart op keyboard en zang, Victor Vanacore op keyboards, Larry Taylor op bas, Vince Megna op gitaar, John Hoke op drums en 'Blue Jay' Patton op saxofoon. Vijf jaar later, in 1983, werd Hart genomineerd voor een Oscar voor zijn lied Over You, geschreven voor de film Tender Mercies.
Na een periode in het Verenigd Koninkrijk te hebben gewoond, keerde Boyce terug naar Memphis, waar hij in Beale Street les gaf in songwriting en in Nashville. Hij worstelde met depressies en kreeg later een hersenaneurysma. Op 23 november 1994 pleegde hij zelfmoord door een schot.
Volgens de Rolling Stone Encyclopedia of Rock & Roll schreven Boyce en Hart meer dan 300 nummers en verkochten ze samen meer dan 42 miljoen platen.

## Discografie

### Singles
- Out and About/My Little Chickadee
- Sometimes She's a Little Girl/Love Every Day
- I Wonder What She's Doing Tonight?/The Ambushers
- Goodbye Baby (I Don't Want to See You Cry)/Where Angels Go, Trouble Follows
- Alice Long (You're Still My Favorite Girlfriend)/P.O. Box 9847
- We're All Going to the Same Place/Six+Six
- Maybe Somebody Heard/It's All Happening on the Inside
- L.U.V. (Let Us Vote)/I Wanna Be Free
- I'll Blow You a Kiss in the Wind/Smilin'
- I Remember the Feeling/You and I (DJB&H)

### Albums
- 1967: Test Patterns
- 1967: I Wonder What She's Doing Tonight
- 1969: It's All Happening on the Inside (titel in Canada: Which One's Boyce & Which One's Hart?)
- 1976: Dolenz, Jones, Boyce & Hart
- 1977: Dolenz, Jones, Boyce & Hart - Live in Japan
- 1981: 16 Rarities